# 紀元前46年
紀元前46年（きげんぜん46ねん）は、ローマ暦の最後の年である。暦の調整のため、445日間あった。この年にユリウス暦が導入されたが、適用されたのは紀元前45年からである。

## 他の紀年法
- 干支 : 乙亥
- 日本
  - 崇神天皇52年
  - 皇紀615年
- 中国
  - 前漢 : 初元3年
- 朝鮮
  - 新羅 : 赫居世12年
  - 檀紀2288年
- 仏滅紀元 : 498年
- ユダヤ暦 : 3715年 - 3716年

## できごと

### ローマ
- 執政官 - ガイウス・ユリウス・カエサルとマルクス・アエミリウス・レピドゥス。
- ローマ内戦 (紀元前49年-紀元前45年)
  - 1月4日 - ルスピナの戦いでティトゥス・ラビエヌスがユリウス・カエサルを破った。
  - 4月6日 - タプススの戦いでユリウス・カエサル軍が元老院派軍に勝利。
  - 4月 - カエサルはマルクス・ポルキウス・カト・ウティケンシスが守備するウティカを攻撃。カトが自殺。
  - 4月 - 元老院派のクィントゥス・カエキリウス・メテッルス・ピウス・スキピオ・ナシカなどが敗死。
  - 9月26日 - ファルサルスの戦いでの誓いを果たすため、彼の神話上の祖先ウェヌス・ゲネトリクスに神殿を奉じた。
  - 11月 - 抵抗運動の発生を抑えるため、ヒスパニアに向かった。
- カエサルがローマ暦を修正し、ユリウス暦を作った。過渡期のこの年は、調整のため445日となった。1582年にグレゴリオ暦ができるまで、西洋では1600年以上も標準的な暦として使われた。
- カエサルは甥のオクタウィアヌスを後継者として指名した。
- ウェルキンゲトリクスが処刑されると、カエサルはガリアでの勝利を祝った。

### ヌミディア
- タプススの戦いで元老院派と共に敗北。ヌミディア王ユバ1世は敗死。
- ユバの死によってヌミディア王国は断絶して、ヌミディアはローマ属州となった。

## 死去
- マルクス・ポルキウス・カト・ウティケンシス、ローマの政治家（* 紀元前95年頃）
- クィントゥス・カエキリウス・メテッルス・ピウス・スキピオ・ナシカ、ローマの政治家（* 紀元前100年/紀元前98年）
- ユバ1世、ヌミディア王（* 紀元前85年頃）
- ウェルキンゲトリクス、アルウェルニ族の族長（* 紀元前72年頃）